# Падам

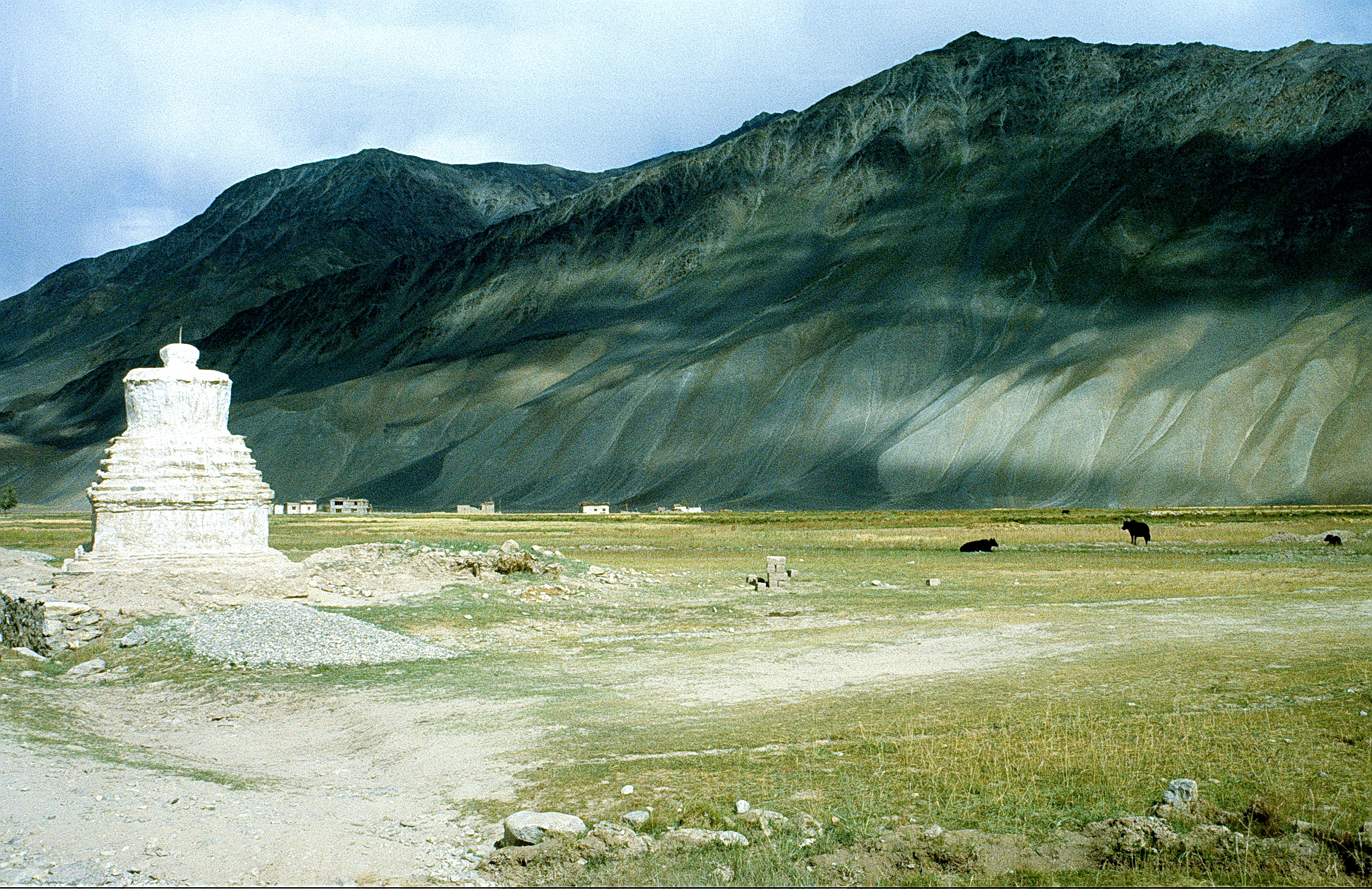
Падам

Падам або Падум — місто, адміністративний центр техсілу Занскар у Каргілі (Ладакх, Індія). Розташований за 240 км від Каргіла.

## Опис
Населення — близько 1000 осіб. Традиційним місцевим центром вважають ґомпа, де є два великі чортени вище старої будівлі. Дорога, побудована 1980 року, веде на Пенсі-Ла. Кілька готелів та ресторанів обслуговують переважно туристів. У Падамі є відділення пошти, телефон та інтернет-кафе.

## Географія
Падам — центр Занскару, лежить на висоті 3669  м. Навколо розташовані кілька маленьких сіл.

### Клімат
Місто знаходиться у зоні, котра характеризується вологим континентальним кліматом. Найтепліший місяць — липень із середньою температурою 13 °C. Найхолодніший місяць — січень, із середньою температурою -11 °С.
| Клімат Падама           | Клімат Падама | Клімат Падама | Клімат Падама | Клімат Падама | Клімат Падама | Клімат Падама | Клімат Падама | Клімат Падама | Клімат Падама | Клімат Падама | Клімат Падама | Клімат Падама | Клімат Падама |
| Показник                | Січ.          | Лют.          | Бер.          | Квіт.         | Трав.         | Черв.         | Лип.          | Серп.         | Вер.          | Жовт.         | Лист.         | Груд.         | Рік           |
| Середній максимум, °C   | −5            | −4            | 0             | 5             | 11            | 16            | 20            | 19            | 15            | 8             | 3             | −2            | 7,2           |
| Середня температура, °C | −11           | −10           | −6            | 0             | 5             | 9             | 13            | 13            | 8             | 2             | −4            | −8            | 0,9           |
| Середній мінімум, °C    | −17           | −17           | −13           | −6            | 0             | 3             | 7             | 6             | 2             | −4            | −9            | −14           | −5,1          |
| Норма опадів, мм        | 144.9         | 259.6         | 287.7         | 123.7         | 43.3          | 19.9          | 37.9          | 37.1          | 23.8          | 34.8          | 59.4          | 103.2         | 1175.3        |
| Днів з опадами          | 2,6           | 3,5           | 4,6           | 4,4           | 4             | 4,1           | 7             | 6,4           | 3,1           | 1,9           | 1,1           | 1,7           | 44,4          |
| Днів зі снігом          | 2,6           | 3,3           | 2,7           | 0,7           | 0,1           | 0             | 0             | 0             | 0             | 0,2           | 0,7           | 1,6           | 11,9          |
| ----------------------- | ------------- | ------------- | ------------- | ------------- | ------------- | ------------- | ------------- | ------------- | ------------- | ------------- | ------------- | ------------- | ------------- |
| Джерело: Weather Spark  |               |               |               |               |               |               |               |               |               |               |               |               |               |

## Населення

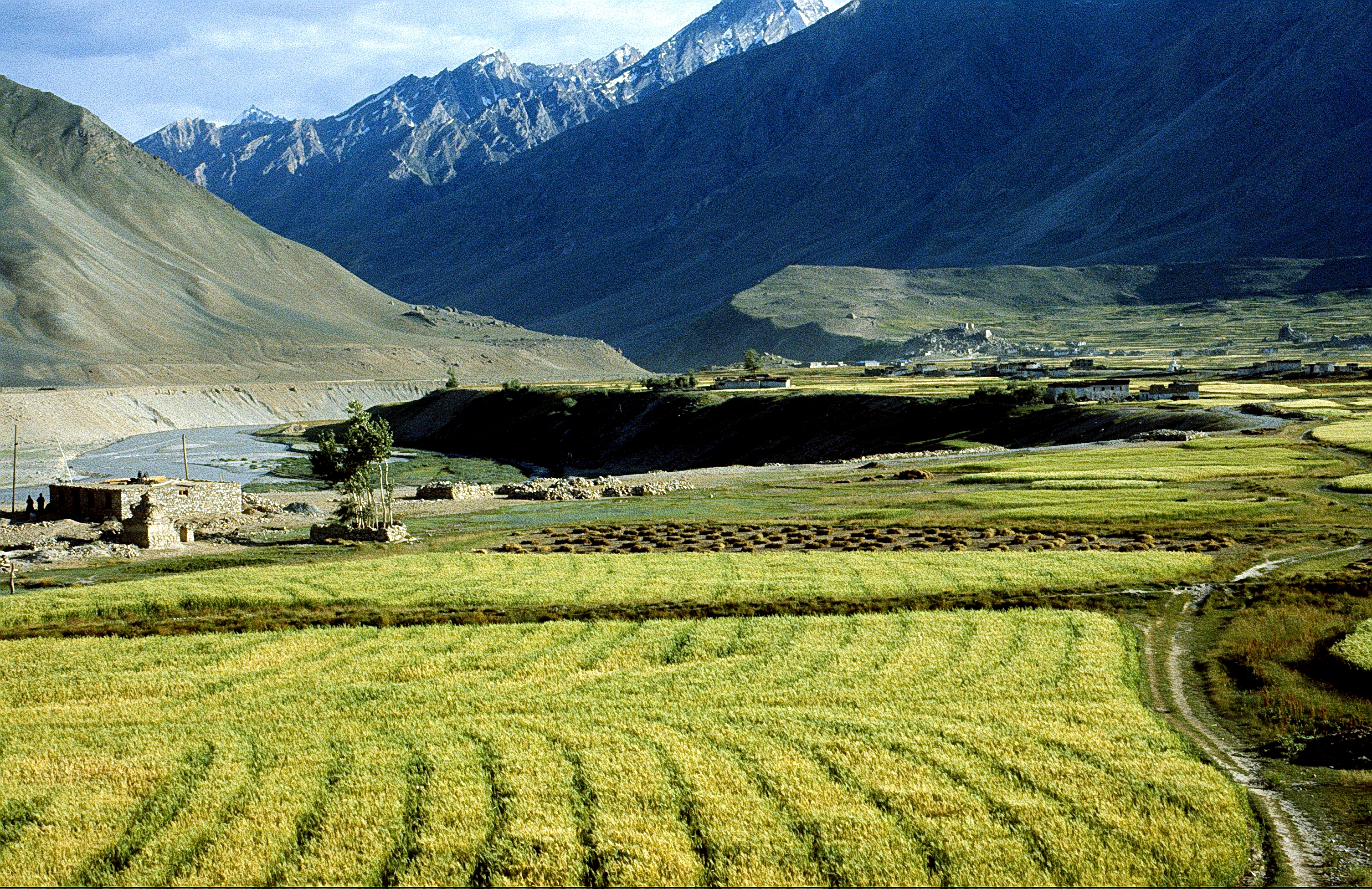
Курча-Гомпа в Падамській долині

Падам населяють, переважно, тибетці за походженням, вони сповідують тибетський буддизм, але є й мусульманська меншість (не більше 40 %), переважно Балті, що живуть тут від XVII століття. Кілька років тому мусульмани збудували мечеть.

## Падамська долина
Падамська долина — долина в Занскарі в регіоні Ладакх у північній Індії. Долиною тече річка Дода зі свого джерела в льодовику біля Пенсі-Ла.
Біля села Пібітінг річка Занскар зливається з річкою Лунгнак.
У долині стоять визначні для регіону монастирі — Бардан-Гомпа та Курча-Гомпа.